# مذكرات عائلية جدا (مسلسل)
مذكرات عائلية جدا مسلسل كويتي، من إخراج محمد العلمي، وتأليف فهد العليوة.

## قصة المسلسل
يتحدث المسلسل عن أسرة مكونة من أب وأم وأبنائهما، وما يصادفهم من مشاكل حياتية يومية ومفارقات كوميدية.

## طاقم العمل
المُسلسل من بطولة:
- هدى الخطيب بدور «شيخة».
- إبراهيم الحربي بدور «يوسف».
- شجون الهاجري بدور «ريم».
- شيماء علي بدور «داليا».
- فاطمة الصفي بدور «فرح».
- محمد العلوي بدور «ناصر».
- حمد أشكناني بدور «بدر».
- علي كاكولي بدور «عادل».
- هنادي الكندري بدور «أحلام»
- طلال باسم بدور «وليد».
- سلمى سالم بدور «عائشة».
- انتصار الشراح «ضيفة شرف».
- مرام البلوشي «ضيفة شرف»
- مريم الصالح «ضيفة شرف»
- إسماعيل الراشد.
- فاطمة الطباخ «ضيفة شرف».
- خالد العجيرب بدور «ضيف شرف».
- منى عبد المجيد.

## وصلات خارجية
- صفحة المسلسل على السينما.
- صفحة المسلسل على موقع بانيت.